# (18024) Dobson
(18024) Dobson est un astéroïde de la ceinture principale.

## Description
(18024) Dobson est un astéroïde de la ceinture principale. Il fut découvert le 20 mai 1999 à Oaxaca de Juárez par James M. Roe. Il présente une orbite caractérisée par un demi-grand axe de 3,19 UA, une excentricité de 0,07 et une inclinaison de 9,6° par rapport à l'écliptique.

## Compléments